# Meetkundige groepentheorie
In de groepentheorie, een deelgebied van de wiskunde, is de meetkundige groepentheorie gewijd aan de studie van eindig voortgebrachte groepen. Er worden de symmetrieën van figuren in het platte vlak en van lichamen in drie en meer dimensies in bestudeerd, zoals van veelvlakken. Dit gebeurt door de verbindingen van de topologische en meetkundige eigenschappen van ruimten, waarop deze groepen inwerken te onderzoeken. De groepen in kwestie kunnen als meetkundige symmetrieën of continue transformaties van enige ruimten worden gerealiseerd. Dit kan in het eenvoudige geval door de Cayley-grafen van groepen te bestuderen, maar ook de grafen te bestuderen, die de structuur van een metrische ruimte hebben, die door de woordmetriek wordt bepaald.
Meetkundige groepentheorie is als een afzonderlijke onderwerp relatief nieuw en pas in de late jaren 1980 en vroege jaren 1990 uitgegroeid tot een eigen tak van de wiskunde. Meetkundige groepentheorie staat in nauwe wisselwerking met de laag-dimensionale topologie, de hyperbolische meetkunde, de algebraïsche topologie en de computationele groepentheorie. Er zijn ook belangrijke verbindingen met de complexiteitstheorie, de wiskundige logica, de studie van lie-groepen en hun discrete ondergroepen, dynamische systemen, kansrekening, K-theorie en andere deelgebieden van de wiskunde.

## Bestudeerde groepen
- behangpatroongroepen
- bevriende groepen
- coxeter-groepen
- de oneindige cyclische groep, isomorf met de additionele groep bepaald door {\displaystyle \mathbb {Z} }
- hyperbolische groepen
- symmetrische groepen
- vlechtgroepen
- vrije groepen

## Websites
- D Wise. What is geometric group theory?